# Tefko Saracevic
Tefko Saracevic   (24 de novembre de 1930 - Spring Lake, 5 d'octubre de 2024) va ser un gestor d'informació croat. Les seves recerques en el camp de la informació i documentació se centren en la recuperació d'informació, orientades cap a la interacció usuari-sistema documental.
Va realitzar projectes de recerca per a institucions com la Fundació Nacional de la Ciència, National Institutes of Health, el departament d'Educació dels EUA, el Council for Library Resources, la Fundació Rockefeller o la UNESCO. Tefko Saracevic va col·laborar en molts projectes amb Paul Kantor.

## Obra acadèmica
Tefko Saracevic va centrar les seves recerques principalment en tots els aspectes humans relacionats amb la interacció persones-ordinadors en la recuperació, enquadrant-se aquests treballs en els anomenats «models cognitius» de recuperació de la informació. Aquestes recerques el van portar a elaborar una teoria el 1978 sobre els conceptes de rellevància i pertinència (que en anglès tenen el mateix significat) en entorns documentals. Segons Saracevic, tots dos conceptes es basen en el percentatge de coneixement que es constitueix en la informació que omple la necessitat d'un usuari en una situació determinada; això és:
- La rellevància és la propietat que assigna certes parts d'un arxiu (per exemple, un document) a una pregunta.
- La pertinència és la propietat que els assigna a la necessitat d'informació, i que solament podrien determinar els usuaris.[3]

Un usuari recupera documents rellevants sobre un tema, però selecciona solament aquells que són pertinents a una cerca específica d'acord amb la recerca que realitza.
En els anys 1990, Tefko Saracevic va donar a conèixer un model per a la recuperació interactiva de la informació i la interacció home-màquina, al que va anomenar «model estratificat de rellevància». Saracevic utilitzà l'estructura de la teoria estratificada de la lingüística i la comunicació. Plantejà diversos nivells dins de la rellevància, dels quals, solament un pertany al domini del sistema de recuperació, mentre que la resta es refereixen a les necessitats de cerca de l'usuari: actituds, circumstàncies, estat emocional... Per tant, un dels objectius fonamentals d'aquest model és trobar i identificar els processos de cerca d'informació dels usuaris al disseny de la interfície per procurar-se l'èxit. Aquesta interfície costava de dos estrats, desenvolupats per Saracevic i Amanda Spink:
- 1r. Superficial, amb elements relatius als documentalistes o els diferents operadors amb la base de dades.
- 2n. Cognitiu, imprescindible per a l'operativitat del primer nivell, on s'analitzava l'actitud de l'usuari i les seves necessitats.[4]

## Obres publicades
Va escriure 3 monografies i 8 més en col·laboració amb diversos autors. Destaquen:
- Saracevic, Tefko. Relevance: a review of the literature and a framework for thinking on the notion in information science. Part IIː nature and manifestations of relevance. Journal of the American Society for Information Science and Technology. 2007, vol. 58, núm. 13, pàg. 1915-33. DOI: 10.1002/asi.2068231 [Existeix traduccióː Saracevic, Tefko, «Relevancia: una reseña y una estructura para considerar el concepto en ciencia de la información», Cuadernos de ABIESI, núm. 7, México, Asociación de Bibliotecarios de Instituciones de Enseñanza Superior e Investigación, 1978, 72 pp.]
- Brenner, Everett H,; Saracevic, Tefko; Indexing and searching in perspective. Philadelphia .National Federation of Abstracting and Information Science, 1985.
- Saracevic, Tefko; Wood, Judith B: Consolidation of Information. A handbook on evaluation, restructuring and repackagaing of scientific and technical information. París:UNESCO, 1981
- Saracevic, T. Introduction to information science. Nova York : Browker, 1970.
- Saracevic, T. Information science. Aː Marcia J. Bates and Mary Niles Maack (Eds.) Encyclopedia of Library and Information Science. New York: Taylor & Francis, 2009. pp. 2570-2586.

Va publicar més de 400 articles científics en revistes prestigioses i ha donat conferències en nombrosos països.